# Брахістохрона
Брахістохро́на (грец. βράχιστος — найкоротший і грец. χρόνος — час) — крива найшвидшого спуску, тобто та з усіх можливих кривих, що сполучають дві точки А і В (мал.), вздовж якої важка кулька, що ковзає без тертя (або котиться) за відсутності опору середовища з точки А, за найкоротший час досягає нижчої точки В. Брахістохрона — звичайна циклоїда з горизонтальною основою і точкою розвороту у верхній точці А. Задача про брахістохрону, поставлена Йоганном Бернуллі в 1696 році і розв'язана Ісааком Ньютоном в 1697 році, відіграла важливу роль у розвитку варіаційного числення.

## Постановка математичної задачі

Рух тіл за різними траєкторіями. Червона лінія — брахістохрона

Очевидно, закон збереження енергії накладає обмеження на висоту точки В: точка В має знаходитись нижче, або на тій самій висоті що і точка А. Якщо точка В лежить на одній вертикальній прямій з точкою А, то розв'язок задачі очевидний — траєкторія найшвидшого спуску буде відрізок прямої [АВ]. Тому ми будемо розглядати випадок, коли точка В дещо зміщена від точки А по горизонталі.
Виберемо початок координат {\displaystyle O} в початковій точці А, і направимо вісь абсцис {\displaystyle Ox} горизонтально в напрямку кінцевої точки В (допустимо для визначеності малюнка, що ми дивимося на ці точки з таким ракурсом, що точка В знаходиться правіше від точки А), а вісь ординат {\displaystyle Oy} вертикально вниз. Очевидно, третя просторова координата повинна дорівнювати нулю на кривій найшвидшого спуску (проєкція будь-якої просторової кривої на площину {\displaystyle Oxy} даватиме менший час спуску).
Оскільки втрати енергії на тертя відсутні, ми можемо записати закон збереження енергії, прийнявши енергію кульки в точці А за нуль:
{\displaystyle (1)\qquad 0=E_{k}+U}
Потенціальна енергія кульки масою {\displaystyle m} в полі тяжіння дорівнює:
{\displaystyle (2)\qquad U=-mgy}
Кінетична енергія для кульки що ковзає без обертання (як намистина на дроті) дорівнює:
{\displaystyle (3)\qquad E_{k}={mv^{2} \over 2}}
Якщо ж кулька котиться без проковзування, то до кінетичної енергії поступального руху (3) треба ще додати кінетичну енергію обертання:
{\displaystyle (4)\qquad E_{rot}={I\omega ^{2} \over 2}}
Для суцільної однорідної кульки радіуса {\displaystyle R} маємо момент інерції {\displaystyle I={2 \over 5}mR^{2}}, а тому кінетична енергія дорівнює:
{\displaystyle (5)\qquad {\tilde {E}}_{k}={mv^{2} \over 2}+{mR^{2}\omega ^{2} \over 5}={7 \over 10}mv^{2}}
Підставивши (2) і (3) в (1), одержуємо рівняння:
{\displaystyle (6)\qquad {mv^{2} \over 2}-mgy=0}
звідки знаходимо швидкість кульки (що ковзає без обертання) в довільній точці кривої:
{\displaystyle (7)\qquad v={\sqrt {2gy}}}
аналогічно, з (2), (5) і (1) знаходимо швидкість кульки, що котиться:
{\displaystyle (8)\qquad {\tilde {v}}={\sqrt {10gy \over 7}}}
Далі, враховуючи залежність між швидкістю, пройденим шляхом і пройденим часом:
{\displaystyle (9)\qquad v={ds \over dt},\;dt={ds \over v}}
Знаходимо, що час руху кульки вздовж кривої від точки А до точки В дається інтегралом ({\displaystyle x_{A}=0} через вибір системи координат):
{\displaystyle (10)\qquad t=\int dt=\int {ds \over v}=\alpha \int {{\sqrt {dx^{2}+dy^{2}}} \over {\sqrt {y}}}=\alpha \int _{0}^{x_{B}}{\sqrt {1+y'^{2} \over y}}dx}
де постійна {\displaystyle \alpha } дорівнює відповідно для кульки що ковзає, і для кульки що котиться:
{\displaystyle (11)\qquad \alpha ={1 \over {\sqrt {2g}}},\;{\tilde {\alpha }}={\sqrt {7 \over 10g}}}
Отже, математично задача про брахістохрону формулюється так: нам треба знайти таку невід'ємну функцію, зафіксовану на кінцях:
{\displaystyle (12)\qquad y=y(x),\;x\in [0,x_{B}];y(0)=0,\;y(x)\geq 0,\;y(x_{B})=y_{B}}
що інтеграл у формулі (10) досягає мінімуму. Зауважимо, що константа {\displaystyle \alpha } не впливає на розв'язок, а тому ми її опускатимемо аж доки не почнемо цікавитися, чому дорівнює цей мінімальний час спуску.
Шукаємо мінімум функціонала {\displaystyle T} від функції {\displaystyle y=y(x)}, графіком якої є наша крива спуску:
{\displaystyle (13)\qquad T=T(y)=\int _{0}^{x_{B}}{\sqrt {1+y'^{2} \over y}}dx}

## Знаходження розв'язку
В точці локального мінімуму функціонала перша варіація функціонала {\displaystyle \delta T} повинна дорівнювати нулю, а друга варіація {\displaystyle \delta ^{2}T} має бути більшою нуля (додатньо визначеною квадратичною формою від варіації аргументної функції {\displaystyle \delta y=\delta y(x)}).
З рівності нулю першої варіації слідує рівняння Ейлера — Лагранжа для функціонала (13):
{\displaystyle (14)\qquad {d \over dx}L_{y'}-L_{y}=0}
де лагранжиан {\displaystyle L} дорівнює функції під інтегралом в (13):
{\displaystyle (15)\qquad L=L(y,y')={\sqrt {1+y'^{2} \over y}},\;L_{y'}={y' \over {\sqrt {y(1+y'^{2})}}},\;L_{y}=-{{\sqrt {1+y'^{2}}} \over 2y^{\begin{matrix}{\frac {3}{2}}\end{matrix}}}}
З формул (14), (15) ми одержуємо звичайне диференціальне рівняння відносно невідомої функції {\displaystyle y=y(x)}:
{\displaystyle (16)\qquad {d \over dx}\left({y' \over {\sqrt {y(1+y'^{2})}}}\right)+{{\sqrt {1+y'^{2}}} \over 2y^{\begin{matrix}{\frac {3}{2}}\end{matrix}}}=0}
Але перше ніж розв'язувати (16), поглянемо на пошуки кривої з дещо іншої точки зору. А саме, припустимо, що наша крива спуску задана параметрично:
{\displaystyle (17)\qquad x=x(\tau ),\;y=y(\tau );\;\;\tau \in [\tau _{A},\tau _{B}]}
параметр {\displaystyle \tau } монотонно зростає при переміщенні вздовж нашої кривої, тобто є деякою досить довільною, але монотонно зростаючою функцією часу:
{\displaystyle (18)\qquad \tau =\tau (t),\;{d\tau  \over dt}>0}
Позначаючи крапкою зверху похідну функцій (17) по параметру {\displaystyle \tau }, ми можемо переписати функціонал (13) так:
{\displaystyle (19)\qquad T=\int _{\tau _{A}}^{\tau _{B}}{{\sqrt {{\dot {x}}^{2}+{\dot {y}}^{2}}} \over {\sqrt {y}}}d\tau }
Очевидно, що величина інтеграла (19) не зміниться при заміні параметра {\displaystyle \tau } на будь-яку іншу зростаючу функцію часу {\displaystyle {\tilde {\tau }}}:
{\displaystyle (20)\qquad {d{\tilde {\tau }} \over dt}>0,\;{d{\tilde {\tau }} \over d\tau }>0,\;{\sqrt {{\dot {x}}^{2}+{\dot {y}}^{2}}}\,d\tau ={\sqrt {\left({dx \over d{\tilde {\tau }}}\right)^{2}+\left({dy \over d{\tilde {\tau }}}\right)^{2}}}\,d{\tilde {\tau }}}
Для функціонала (19) ми матимемо два рівняння Ейлера-Лагранжа, {\displaystyle {\tilde {L}}={\tilde {L}}(x,y,{\dot {x}},{\dot {y}})}:
{\displaystyle (21)\qquad {d \over d\tau }{\tilde {L}}_{\dot {x}}-{\tilde {L}}_{x}={d \over d\tau }\left({{\dot {x}} \over {\sqrt {y({\dot {x}}^{2}+{\dot {y}}^{2})}}}\right)=0}
{\displaystyle (22)\qquad {d \over d\tau }{\tilde {L}}_{\dot {y}}-{\tilde {L}}_{y}={d \over d\tau }\left({{\dot {y}} \over {\sqrt {y({\dot {x}}^{2}+{\dot {y}}^{2})}}}\right)+{{\sqrt {{\dot {x}}^{2}+{\dot {y}}^{2}}} \over 2y^{\begin{matrix}{\frac {3}{2}}\end{matrix}}}=0}
Рівняння (21) і (22) так само, як і породивший їх інтеграл (19), інваріантні щодо заміни параметра {\displaystyle \tau }. Очевидно, що рівняння (22) переходить в (16) якщо взяти параметр кривої {\displaystyle \tau =x}. А от рівняння (21) виглядає простішим (зусилля витрачені на розгляд альтернативної точки зору виявилися не марними).
Починаємо розв'язувати звичайне диференціальне рівняння (21). Ми відразу можемо його проінтегрувати:
{\displaystyle (23)\qquad {{\dot {x}} \over {\sqrt {y({\dot {x}}^{2}+{\dot {y}}^{2})}}}=C=const}
Постійна інтегрування {\displaystyle C} (однакова для всіх точок нашої шуканої кривої) має бути додатньою, оскільки ми обрали таку систему координат що кінцева точка В має більшу абсцису: {\displaystyle x_{B}>x_{A}=0}
Перепишемо (23) в іншому вигляді, виконавши алгебраїчні перетворення:
{\displaystyle (24)\qquad {\dot {x}}^{2}\left({1 \over C^{2}}-y\right)=y{\dot {y}}^{2}}
В правій частині останнього рівняння стоїть додатній вираз, а тому і вираз у дужках лівої частини повинен бути більшим нуля. Таким чином ордината нашої кривої лежить в межах:
{\displaystyle (25)\qquad 0\leq y\leq {1 \over C^{2}}}
Оскільки параметр {\displaystyle \tau } в формулі (24) довільний, зафіксуємо залежність ординати від параметра наступною функцією, враховуючи нерівності (25):
{\displaystyle (26)\qquad y=R(1-\cos \tau ),\;R={1 \over 2C^{2}}}
В початковій точці А кривої маємо {\displaystyle y_{A}=0}, а тому згідно з формулою (26) покладемо {\displaystyle \tau _{A}=0}
Будемо шукати залежність {\displaystyle x=x(\tau )} таку, щоб задовольнити диференціальне рівняння (24):
{\displaystyle (27)\qquad {\dot {x}}^{2}(2R-R(1-\cos \tau ))=R(1-\cos \tau )R^{2}\sin ^{2}\tau }
Після алгебраїчних перетворень одержуємо:
{\displaystyle (27a)\qquad {\dot {x}}^{2}(1+\cos \tau )=R^{2}(1-\cos \tau )^{2}(1+\cos \tau )}
{\displaystyle (27b)\qquad {\dot {x}}=R(1-\cos \tau )=y}
При переході з (27a) до (27b) ми врахували додатність константи інтегрування в формулі (23).
Формулу (27b) легко проінтегрувати, враховуючи початкову умову {\displaystyle x_{A}=x(0)=0}:
{\displaystyle (28)\qquad x(\tau )=\int _{0}^{\tau }{\dot {x}}d\tau =R(\tau -\sin \tau )}
Формули (26) і (28) є рівняннями циклоїди, заданої параметрично. Запишемо ще раз ці два рівняння окремо:
{\displaystyle (29)\qquad x=R(\tau -\sin \tau ),\;y=R(1-\cos \tau )}
Крива (29) є брахістохроною.

## Узгодженість розв'язку
В ході розв'язування ми одержали три рівняння Ейлера-Лагранжа: (16), (21) і (22). Але розв'язок ми знайшли лише для рівняння (21). Покажемо, що знайдений розв'язок також задовольняє решту рівнянь (16) і (22). 

Очевидно, що рівняння (16) можна одержати, поділивши (22) на {\displaystyle {\dot {x}}}. Тому нам достатньо перевірити, що розв'язок (29) задовольняє (22).

Спершу знайдемо суму квадратів похідних:
{\displaystyle (30)\qquad {\dot {x}}^{2}+{\dot {y}}^{2}=R^{2}\left((1-\cos \tau )^{2}+\sin ^{2}\tau \right)=2R^{2}(1-\cos \tau )=2Ry}
Підставляючи (30) і (29) в (22), знаходимо:
{\displaystyle (31)\qquad {d \over d\tau }\left({{\dot {y}} \over {\sqrt {y({\dot {x}}^{2}+{\dot {y}}^{2})}}}\right)+{{\sqrt {{\dot {x}}^{2}+{\dot {y}}^{2}}} \over 2y^{\begin{matrix}{\frac {3}{2}}\end{matrix}}}={d \over d\tau }\left({{\dot {y}} \over {\sqrt {2R}}y}\right)+{{\sqrt {2R}} \over 2y}=}
{\displaystyle ={1 \over {\sqrt {2R}}}\left({d \over d\tau }\left({\sin \tau  \over 1-\cos \tau }\right)+{1 \over 1-\cos \tau }\right)={1 \over {\sqrt {2R}}}\left({d \over d\tau }\operatorname {ctg} {\tau  \over 2}+{1 \over 2\sin ^{2}{\tau  \over 2}}\right)=0}

## Додатність другої варіації

### Попередні обчислення
Запишемо інтеграл другої варіації функціонала (13):
{\displaystyle (32)\qquad \delta ^{2}T=\int _{0}^{x_{B}}\left(L_{yy}(\delta y)^{2}+2L_{yy'}\delta y\delta y'+L_{y'y'}(\delta y')^{2}\right)dx}
Знайдемо коефіцієнти квадратичної форми, враховуючи (15):
{\displaystyle (33)\qquad L_{yy}={3{\sqrt {1+y'^{2}}} \over 4y^{\begin{matrix}{\frac {5}{2}}\end{matrix}}},\qquad L_{yy'}=-{y' \over 2y^{\begin{matrix}{\frac {3}{2}}\end{matrix}}{\sqrt {1+y'^{2}}}},\qquad L_{y'y'}={1 \over {\sqrt {y}}(1+y'^{2})^{\begin{matrix}{\frac {3}{2}}\end{matrix}}}}
Нас цікавить значення другої варіації функціонала тільки в точці мінімуму, тобто тільки для кривої, що є брахістохроною. Виразимо коефіцієнти (33) через параматр {\displaystyle \tau } циклоїди, скориставшись (29). Спочатку обчислимо:
{\displaystyle (34)\qquad y=R(1-\cos \tau )=2R\sin ^{2}{\tau  \over 2},\qquad y'={{\dot {y}} \over {\dot {x}}}={\sin \tau  \over 1-\cos \tau }=\operatorname {ctg} {\tau  \over 2},\qquad {\sqrt {1+y'^{2}}}={1 \over \sin {\tau  \over 2}}}
Тепер підставимо (34) в формули (33):
{\displaystyle (35)\qquad L_{yy}={3 \over 4(2R)^{\begin{matrix}{\frac {5}{2}}\end{matrix}}\sin ^{6}{\tau  \over 2}}}
{\displaystyle (36)\qquad L_{yy'}=-{\cos {\tau  \over 2} \over 2(2R)^{\begin{matrix}{\frac {3}{2}}\end{matrix}}\sin ^{3}{\tau  \over 2}}}
{\displaystyle (37)\qquad L_{y'y'}={\sin ^{2}{\tau  \over 2} \over {\sqrt {2R}}}}

### Перша невдала спроба
Перевіримо, чи буде підінтегральна функція в (32) додатньо визначеною квадратичною формою. Для цього треба (необхідно і достатньо по критерю Сільвестра), щоб головні мінори матриці квадратичної форми були додатні:
{\displaystyle (38)\qquad {\begin{vmatrix}L_{yy}\end{vmatrix}}=L_{yy}>0}
{\displaystyle (39)\qquad {\begin{vmatrix}L_{yy}&L_{yy'}\\L_{y'y}&L_{y'y'}\end{vmatrix}}=L_{yy}L_{y'y'}-L_{yy'}^{2}>0}
Підстановка (35) в (38) дає правильну нерівність, але нерівність (39) не виконується з врахуванням формул (35-37):
{\displaystyle (40)\qquad L_{yy}L_{y'y'}-L_{yy'}^{2}={1 \over (2R)^{3}}\left({3\sin ^{2}{\tau  \over 2}-\cos {\tau  \over 2} \over 4\sin ^{6}{\tau  \over 2}}\right)}
Зокрема, на початку руху по брахістохроні параметр {\displaystyle \tau } близький до нуля, косинус близький до одиниці, а тому вираз (40) від'ємний.

### Друга спроба
Якби варіація {\displaystyle \delta y=\delta y(x)} та її похідна {\displaystyle \delta y'} були незалежними і довільними функціями, то ми б дійсно могли підібрати ці функції так щоб в кожній точці {\displaystyle x} підінтегральний вираз в (32) був від'ємним або нульовим, і таким чином весь інтеграл (32) міг би бути від'єним.
Але насправді між функцією та її похідною є зв'язок. Оскільки на кінцях нашої кривої варіація перетворюється в нуль
{\displaystyle (41)\qquad \delta y{\big |}_{x=0}=\delta y{\big |}_{x=x_{B}}=0}
то ми маємо тотожно:
{\displaystyle (42)\qquad 0=L_{yy'}(\delta y)^{2}{\big |}_{0}^{x_{B}}=\int _{0}^{x_{B}}{d \over dx}\left(L_{yy'}(\delta y)^{2}\right)dx=\int _{0}^{x_{B}}\left(\left({d \over dx}L_{yy'}\right)(\delta y)^{2}+2L_{yy'}\delta y\delta y'\right)dx}
Віднімемо від інтеграла другої варіації (32) тотожність (40), одержимо такий вираз для другої варіації:
{\displaystyle (43)\qquad \delta ^{2}T=\int _{0}^{x_{B}}\left(\left(L_{yy}-{d \over dx}L_{yy'}\right)(\delta y)^{2}+L_{y'y'}(\delta y')^{2}\right)dx}
Покажемо, що підінтегральний вираз в (43) буде додатнім на брахістохроні. Другий доданок буде додатнім внаслідок формули (37). Покажемо тепер, що додатньою буде також перший доданок, обчислимо різницю:
{\displaystyle (44)\qquad L_{yy}-{d \over dx}L_{yy'}=L_{yy}-{1 \over {\dot {x}}}{d \over d\tau }L_{yy'}={3 \over 4(2R)^{\begin{matrix}{\frac {5}{2}}\end{matrix}}\sin ^{6}{\tau  \over 2}}-{1 \over 2R\sin ^{2}{\tau  \over 2}}{d \over d\tau }\left(-{\cos {\tau  \over 2} \over 2(2R)^{\begin{matrix}{\frac {3}{2}}\end{matrix}}\sin ^{3}{\tau  \over 2}}\right)=}
{\displaystyle ={1 \over 2(2R)^{\begin{matrix}{\frac {5}{2}}\end{matrix}}\sin ^{2}{\tau  \over 2}}\left({3 \over 2\sin ^{4}{\tau  \over 2}}+{d \over d\tau }\left({\cos {\tau  \over 2} \over \sin ^{3}{\tau  \over 2}}\right)\right)={1 \over 2(2R)^{\begin{matrix}{\frac {5}{2}}\end{matrix}}\sin ^{2}{\tau  \over 2}}>0}
Отже друга варіація функціонала (13) додатня на брахістохроні, тобто брахістохрона є локальним мінімумом цього функціонала.